# أدريان مورر
أدريان مورر (بالإنجليزية: Adrian Maurer)‏ هو لاعب كرة قدم أمريكية أمريكي، ولد في 7 أبريل 1901 في كانتون في الولايات المتحدة، وتوفي في 4 مايو 1943 في سان فرانسيسكو في الولايات المتحدة.